# Desktop Management Interface
DMI (Desktop Management Interface) — прикладний програмний інтерфейс (API), що дозволяє програмному забезпеченню збирати дані про характеристики комп'ютера.
Специфікація DMI розроблена консорціумом Distributed Management Task Force (DTMF), який очолює фірма Intel. У версії 2.0 цього стандарту передбачена також можливість дистанційно конфігурувати ПК з віддаленої машини. Персональні комп'ютери, що задовольняють вимогам DMI 2.0, іноді називають також керованими ПК (managed PC).

## Робота з DMI в Unix
UNIX-подібні операційні системи мають програмні засоби для читання та інтерпретації DMI-інформації. В Linux для цього використовується утиліта. У тих дистрибутивах Linux, де вона відсутня, для її отримання необхідно встановити пакет pmtools. Під FreeBSD дану утиліту можна встановити з портів.